# Canottaggio ai Giochi della III Olimpiade
Le gare di canottaggio ai Giochi della III Olimpiade furono di fatto dominate dagli Stati Uniti, che vinsero 13 delle 14 medaglie in palio.

## Podi

### Uomini
| Evento                   | Oro | Perform. | Argento | Perform. | Bronzo                                                          | Perform. |
| Singolo (dettagli)       | Frank Greer | 10'08"5  | James Juvenal | /        | Constance Titus                                                 | /        |
| Due di coppia (dettagli) | Stati Uniti John Mulcahy William Varley                                                                                                 | 10'03"2  | Stati Uniti Jamie McLoughlin John Hoben                                                                                         | /        | Stati Uniti Joseph Ravannack John Wells                         | /        |
| Due senza (dettagli)     | Stati Uniti Robert Farnam Joseph Ryan                                                                                                   | 10'57"0  | Stati Uniti John Mulcahy William Varley                                                                                         | /        | Stati Uniti John Joachim Joseph Buerger                         | /        |
| Quattro senza (dettagli) | Stati Uniti Arthur Stockhoff August Erker George Dietz Albert Nasse                                                                     | 9'05"8   | Stati Uniti Frederick Suerig Martin Fromanack Charles Aman Michael Begley                                                       | /        | Stati Uniti Gustav Voerg John Freitag Louis Helm Frank Dummerth | /        |
| Otto (dettagli)          | Stati Uniti Fred Cresser Michael Gleason Frank Schell James Flanagan Charles Armstrong Harry Lott Joseph Dempsey John Exley Louis Abell | 7'50"0   | Canada William Rice George Reiffenstein Phil Boyd George Strange William Wadsworth Donald MacKenzie Joseph Wright Thomas Loudon | /        | Non Assegnato                                                   | /        |

## Medagliere
| Posizione | Paese       |   |   |   | Totale |
| --------- | ----------- | - | - | - | ------ |
| 1         | Stati Uniti | 5 | 4 | 4 | 13     |
| 2         | Canada      | 0 | 1 | 0 | 1      |
| Totale    | Totale      | 5 | 5 | 4 | 14     |